# Surab Tschiaberaschwili

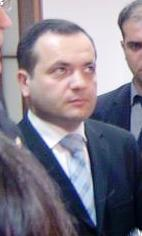
Surab Tschiaberaschwili, 2005

Surab Tschiaberaschwili (georgisch ზურაბ ჭიაბერაშვილი; * 6. Juni 1972) ist ein georgischer Politiker (parteilos). Der Politikwissenschaftler war von April 2004 bis Juli 2005 Bürgermeister der georgischen Hauptstadt Tiflis. Seit 2005 ist er georgischer Botschafter beim Europarat.

## Leben
Er promovierte an der Staatlichen Universität Tiflis und absolvierte ein Aufbaustudium an der New School in New York City. Zunächst arbeitete er am regierungsunabhängigen Freiheitsinstitut in Tiflis, das sich um die Einhaltung politischer und persönlicher Freiheiten in Georgien bemüht. Er machte sich als Kritiker des damaligen Präsidenten Eduard Schewardnadse einen Namen, dem er die Fähigkeit absprach, Georgiens innere Probleme zu lösen.
2002 wurde er Geschäftsführer der unabhängigen International Society for Fair Elections and Democracy (ISFED), jener Organisation, die durch eine Parallelzählung den Beweis erbrachte, dass die georgischen Parlamentswahlen vom November 2003 gefälscht worden waren. Nach der Rosenrevolution wählte ihn das Parlament am 30. November 2003 auf Vorschlag von Interimspräsidentin Nino Burdschanadse mit 106 Stimmen gegen eine Stimme zum Vorsitzenden der Zentralen Wahlkommission. Nach Angaben der OECD organisierte er einen sauberen Ablauf der georgischen Präsidentschaftswahlen im Januar und der georgischen Parlamentswahlen im März 2004.
Am 19. April 2004 wurde Tschiaberaschwili von Präsident Micheil Saakaschwili zum Bürgermeister von Tiflis ernannt. Er erwarb sich öffentlich großes Ansehen durch seinen Kampf gegen die Korruption in der Verwaltung und illegale Neubauten in der Hauptstadt. Eines seiner Hauptziele war, die staatliche Bürokratie zu verringern und die Anzahl der Mitarbeiter in der Stadtverwaltung zu reduzieren. Er war bei der Opposition beliebt, geriet aber in Konflikt mit Parlamentariern der Präsidentenpartei Nationale Bewegung - Demokraten. Saakaschwili löste ihn am 12. Juli 2005 von seinem Amt ab. Das Parlament wählte ihn zum georgischen Botschafter beim Europarat.